# Parto natural
Parto natural é o parto sem intervenções médicas de rotina, particularmente sem anestesia. O parto natural ressurgiu em oposição ao modelo médico de parto comum em sociedades industrializadas. O parto natural procura minimizar a intervenção médica, especialmente o uso de medicamentos anestésicos e intervenções cirúrgicas, como episiotomia, fórceps, ventosa e cesariana. O parto natural pode ocorrer em um parto hospitalar com médico ou parteira, em um parto domiciliar assistido por parteira ou em um parto sem assistência.
O parto natural é visto por alguns como uma forma de empoderamento e de resistência contra o paternalismo e a falta de voz da paciente no sistema médico. Outros comentadores o descrevem como uma maneira de julgar e envergonhar mulheres que precisam ou optam por intervenções médicas. Partos domiciliares, especificamente, estão associados a riscos aumentados em comparação com partos hospitalares, incluindo maior risco de morte do bebê nos primeiros 28 dias de vida.

## História
Historicamente, a maioria das mulheres dava à luz em casa, sem cuidados médicos de emergência disponíveis, e em países em desenvolvimento essa ainda é uma forma comum de parto, com cerca de 28% dos nascimentos ocorrendo em casa. Nos Estados Unidos, a proporção de nascimentos ocorridos em hospitais aumentou: em 1900, 5% dos partos aconteciam em hospitais; em 1935, a maioria dos partos já ocorria em hospitais. A taxa "natural" de mortalidade materna — ou seja, sem intervenção cirúrgica ou farmacológica — foi estimada em 1.500 por 100.000 nascimentos. Nos Estados Unidos por volta de 1900, antes da introdução de tecnologias médicas modernas, havia cerca de 700 mortes maternas por 100.000 nascimentos (0,7%).
Com o início da Revolução Industrial, dar à luz em casa tornou-se mais difícil devido aos espaços urbanos congestionados e às condições insalubres. Isso levou mulheres pobres e urbanas aos hospitais, enquanto mulheres ricas e de classe média continuaram a parir em casa. No início do século XX, a disponibilidade de hospitais aumentou e mais mulheres começaram a procurar o ambiente hospitalar para o trabalho de parto. Nos Estados Unidos, a classe média, em especial, aceitou bem a medicalização do parto, que prometia mais segurança e menos dor. O uso de drogas no parto começou em 1847, quando o obstetra escocês James Young Simpson introduziu o clorofórmio como anestésico durante o trabalho de parto, mas apenas as mulheres mais ricas e poderosas (como a Rainha Vitória) tinham acesso.
O termo "parto natural" foi cunhado pelo obstetra Grantly Dick-Read na publicação de seu livro Natural Childbirth em 1933. No livro, Dick-Read definiu o termo como a ausência de qualquer intervenção que pudesse perturbar a sequência do trabalho de parto. Ele argumentava que, como as mulheres britânicas "civilizadas" temiam o parto, a taxa de natalidade estava caindo; e que, se as mulheres não temessem, o parto seria mais fácil, já que o medo gera tensão e, por consequência, dor. Em 1942, Dick-Read publicou Revelation of Childbirth (posteriormente intitulado Childbirth without Fear), defendendo o parto natural; a obra tornou-se um best-seller internacional. No fim da década de 1940, ele levou suas ideias aos Estados Unidos, mas percebeu que conceitos semelhantes, com outros nomes — "parto sem dor" e "parto preparado" — já estavam em ascensão. O apelo do parto natural estava na ideia de que unir os aspectos fisiológicos, psicológicos, sociais e espirituais da reprodução criaria o melhor cuidado integral.
O método Lamaze ganhou popularidade nos Estados Unidos depois que Marjorie Karmel relatou sua experiência no livro Thank You, Dr. Lamaze (1959), junto à criação da American Society for Psychoprophylaxis in Obstetrics (atualmente Lamaze International), fundada por Karmel e Elisabeth Bing. O método Bradley de parto natural (também conhecido como "parto instruído pelo marido"), desenvolvido em 1947 por Robert A. Bradley, M.D., foi popularizado por seu livro Husband-Coached Childbirth, publicado em 1965.[carece de fontes?]
Na década de 1970, o parto natural tornou-se um movimento associado ao feminismo e ao consumismo, ressaltando a falta de preocupação da obstetrícia com a mulher como um todo e o uso da tecnologia como forma de controle do corpo feminino. Michel Odent e parteiras como Ina May Gaskin promoveram centro de parto, parto na água e parto domiciliar como alternativas ao modelo hospitalar. Frédérick Leboyer é erroneamente associado ao parto na água, mas ele rejeitava a prática por acreditar que não beneficiava a saúde do bebê. Em 1976, Gaskin escreveu o livro Spiritual Midwifery, defendendo o parto natural.

## Aspectos psicológicos
Muitas mulheres consideram o parto natural uma forma de empoderamento e de maior controle no processo de dar à luz, em oposição ao paternalismo do cuidado médico.

## Alternativas à intervenção
Em vez de intervenções médicas, uma variedade de métodos não invasivos é empregada no parto natural para aliviar a dor da mãe. Muitas dessas técnicas ressaltam a importância da "conexão mente-corpo", ausente no modelo médico de parto. Entre elas estão hidroterapia, massagem, relaxamento, hipnose, exercício respiratório, acupressão, estimulação elétrica transcutânea (TENS), vocalização, visualização, mindfulness e parto na água. Outras abordagens incluem movimento, caminhada, posições diferentes (como o uso da bola de parto), terapias com calor e frio (compressas quentes e/ou bolsas de gelo) e suporte contínuo fornecido por uma parteira ou doula.
Entretanto, os defensores do parto natural afirmam que a dor é uma parte necessária do processo e não deve ser vista automaticamente como negativa. Diferente da dor de uma lesão ou doença, a dor do parto é interpretada como sinal de que o corpo feminino está funcionando conforme sua natureza.
Posições de parto favorecidas no parto natural — como a posição de cócoras, de quatro apoios ou em suspensão na água — contrastam com a posição supina de litotomia (mulher deitada em uma cama de hospital, com as pernas apoiadas em estribos). Em média, posições supinas, quando comparadas às posições eretas, estão associadas a uma duração 6,16 minutos maior da segunda etapa do trabalho de parto e maior incidência de algumas complicações, mas menor incidência de outras.
Métodos para reduzir lacerações durante o parto natural (em vez de uma episiotomia) incluem o manejo do períneo com contra-pressão, compressas quentes e saída lenta do bebê.

## Preparação
Algumas mulheres fazem cursos de preparação para o parto natural. Há também livros com informações para auxiliar na preparação. Parteiras ou doulas podem incluir o preparo para o parto natural nos serviços de pré-natal. No entanto, um estudo publicado em 2009 sugere que a preparação sozinha não garante um parto sem intervenções.
Mulheres que optam por partos domiciliares parecem se preparar mais do que as que escolhem o hospital. Um estudo com 19 mulheres na Austrália mostrou que aquelas que participaram de partos domiciliares tiveram mais preparo e expectativas do que as que tiveram partos hospitalares. Uma mãe relatou ter ido a duas aulas diferentes de pré-natal, lido Spiritual Midwifery (Gaskin, 2002) três vezes e conhecido bem as características do parto domiciliar. Em contraste, outra mãe que teve parto hospitalar disse não saber o que era uma contração. Muitas mães de parto domiciliar relataram ter feito aulas de controle da dor e de yoga para manter uma mentalidade positiva. Também participaram de mais cursos do que as mães de parto hospitalar. Isso sugere um maior senso de responsabilidade e controle para mulheres que optam pelo parto domiciliar.

## Críticas
Alguns argumentam que a defesa do parto natural em países ocidentais transformou-se de uma proposta de empoderamento em uma forma de constrangimento às mulheres que precisam de intervenções médicas. Algumas mulheres relatam vergonha por não conseguirem ter um "parto natural", sentindo que seus corpos podem ser defeituosos ou que isso diminui experiências de quem recorre a tecnologias de reprodução assistida, ou de mães adotivas e de substituição.
O parto domiciliar, mesmo quando acompanhado por parteira, está associado a riscos que não existem no hospital. Um estudo nos Estados Unidos, com mais de 13 milhões de nascimentos entre 2006 e 2009, mostrou que bebês nascidos em casa tinham quatro vezes mais chances de morrer nos primeiros 28 dias do que os nascidos em hospital, e sete vezes mais chances no caso dos primogênitos. Outro estudo concluiu que bebês nascidos em casa tinham três vezes mais chances de morrer nos primeiros 28 dias de vida. Além disso, até 37% das mães de primeira viagem e 9% das multíparas que planejavam parto domiciliar precisaram ser transferidas para o hospital. Partos domiciliares assistidos por parteiras pouco treinadas também estão associados a riscos maiores em comparação às conduzidas por parteiras altamente qualificadas e integradas ao sistema de saúde.